# Parys
Parys (także Aleksander, gr. Πάρις Páris, łac. Paris) – w mitologii greckiej królewicz trojański.
Uchodził za syna Priama i Hekabe. Był bratem Hektora, Deifobosa i Kasandry oraz ukochanym królowej Sparty – Heleny.
Na kilka dni przed porodem jego matka miała sen, że „wydała na świat żagiew płonącą, od której spłonęło całe miasto”. Wróżbici przepowiedzieli, że dziecko będzie przyczyną upadku Troi. Zostało więc oddane pasterzowi Agelaosowi, aby ten porzucił chłopca w górach. Agelaos jednak nadał chłopcu imię Parys i wychował razem ze swoimi dziećmi. Gdy Parys dorósł, Priam i Hekabe, nie wiedząc nic o królewskim pochodzeniu młodzieńca, przyjęli go do swego domu i ożenili z Ojnone. Rozpoznał go dopiero jego brat, Deifobos.
Z polecenia Zeusa Parys rozstrzygnął spór między Herą, Afrodytą i Ateną powstały na weselu Tetydy o to, która z nich jest najpiękniejsza. W zamian za obietnicę pomocy w zdobyciu najpiękniejszej kobiety na ziemi, Parys przyznał złote jabłko Afrodycie. Zgodnie z wcześniejszą obietnicą bogini pomogła mu w uprowadzeniu Heleny, żony Menelaosa. Porwanie królowej Sparty stało się bezpośrednią przyczyną wybuchu wojny trojańskiej.
W trakcie oblężenia Troi mieszkańcy miasta obwiniali Parysa o sprowadzenie nieszczęścia oraz oskarżali o tchórzostwo i brak męstwa. Jednak to właśnie Parys, z pomocą Apollina, zabił, siejącego postrach wśród Trojan, Achillesa. Zatruta strzała wypuszczona z łuku Parysa ugodziła herosa w piętę, powodując jego śmierć.
Raniony przez Filokteta udał się w góry Ida, do swojej żony, Ojnone, gdyż tylko ona, według przepowiedni, mogła uleczyć Parysa. Urażona zdradą odmówiła jednak pomocy. Parys powrócił do Troi i wkrótce potem zmarł.